# Stora Mellby kyrka
Stora Mellby kyrka är en kyrkobyggnad som ligger i Stora Mellby i Alingsås kommun. Den tillhör Bjärke församling i Skara stift och var fram till 2006 församlingskyrka i Stora Mellby församling.

## Kyrkobyggnaden
Stenkyrkan uppfördes på tidig medeltid och breddades 1724 åt norr och förlängdes. Samtidigt tillkom ett smalare kor i öster. Åren 1762-1765 byggdes kyrktornet i väster. Kyrkan förlängdes 1828 åt öster då det gamla koret och sakristian revs och ett nytt tresidigt kor byggdes, i vilket en ny sakristia inrymdes bakom ett altarskrank. Det arbetet utfördes av byggmästare Erik Persson från Sandhults socken. Nuvarande sakristia byggdes 1956 norr om koret. Tidigare altarskrank revs och altaruppsatsen flyttades till östväggen.
I sin nuvarande form består kyrkan av ett långsträckt långhus med tresidigt kor i öster. Norr om koret finns en vidbyggd sakristia. I väster finns ett fem våningar högt kyrktorn med åttakantig lanternin. Ingångar finns vid tornets södra sida, mitt på långhusets södra sida, korets södra sida samt vid sakristians östra sida. Vid tornets norra sida finns en ingång som inte längre är i bruk.
Långhus och kor har ett gemensamt sadeltak som är belagt med enkupigt taktegel. Taket är valmat över koret. Sakristians sadeltak, tornhuven och lanterninen är alla täckta med kopparplåt.
Vid restaureringar under 1900-talet har man strävat efter att förstärka kyrkorummets 1700-talkaraktär och man har bland annat infört slutna bänkar och tagit fram draperimålningar vid fönstren.

## Inventarier
- Dopfunten med ristade ornament är från 1100-talet eller 1200-talet.
- Predikstolen från 1700-talet är dekorerad med kolonner och evangelistbilder.
- Altartavlan är ett skulpterat krucifix omgivet av skulpturer föreställande Petrus och Paulus. Dessa skänktes till kyrkan 1737 av friherrinnan Fehman.

## Orgel
Orgeln på läktaren i väster har bibehållit 1881 års ljudande fasad tillverkad av Salomon Molander. Dagens mekaniska verk är kyrkans tredje och tillverkat 1968 av Hammarbergs Orgelbyggeri AB. Det har arton stämmor fördelade på två manualer och pedal.